# Idroscarbroite
L'idroscarbroite è un minerale.